# Paronchestus charon
Paronchestus charon är en insektsart som beskrevs av Ludwig Redtenbacher 1908. Paronchestus charon ingår i släktet Paronchestus och familjen Phasmatidae. Inga underarter finns listade i Catalogue of Life.